# Mào lửa Madeira
Regulus madeirensis (tên tiếng Anh: Mào lửa Madeira) là một loài chim dạng sẻ nhỏ đặc hữu của đảo Madeira. Chúng là một thành viên của họ Regulidaẻ. Trước khi được công nhận là một loài riêng biệt trong năm 2003, chúng được xem như là một phân loài của mào lửa thông thường (Regulus ignicapilla). Do sự khác biệt về vẻ bề ngoài và tiếng kêu so với loài bà con với nó, phân tích di truyền đã khẳng định chúng như là một loài tách biệt. Mào lửa Madeira có trên lưng màu xanh lá cây, phần dưới màu trắng và hai dải cánh màu trắng, và đầu một mô hình đặc biệt với một sọc mắt đen, mày trắng ngắn, và đỉnh mà chủ yếu là màu da cam ở chim trống và vàng trong chim mái.